# Памятники истории и культуры местного значения Рудного
Памятники истории и культуры местного значения города Рудного — отдельные постройки, здания и сооружения, некрополи, произведения монументального искусства, памятники археологии, включенные в Государственный список памятников истории и культуры местного значения города Рудного. Списки памятников истории и культуры местного значения утверждаются исполнительным органом региона по представлению уполномоченного органа по охране и использованию историко-культурного наследия.
В Государственном списке памятников истории и культуры местного значения города в редакции постановления акимата Костанайской области от 31 марта 2020 года числились 5 наименований, из которых 3 — градостроительства и архитектуры, 2 — памятники археологии.

## Список памятников

### Архитектура
| Номер в списке | Название                                                     | Изображение | Годы постройки | Местоположение                                        | Пр. |
| -------------- | ------------------------------------------------------------ | ----------- | -------------- | ----------------------------------------------------- | --- |
| 1132           | Памятник «Слава воинам Великой Отечественной войны»          |             | 1972 год       | на пересечении проспекта Космонавтов и улицы Парковой |     |
| 1133           | Скульптурная композиция «Энтузиасты коммунистического труда» |             | 1964 год       | на пересечении улиц Ленина и Горняков                 |     |
| 1134           | Скульптура Марите Бежите                                     |             | 1968 год       | сквер по улице 40 лет Октября                         |     |

### Археология
| Номер в списке | Название                              | Изображение | Годы постройки | Местоположение                                                        | Пр. |
| -------------- | ------------------------------------- | ----------- | -------------- | --------------------------------------------------------------------- | --- |
| 1135           | Алексеевский археологический комплекс |             | эпоха бронзы   | юго-восточная окраина города Рудного, 52°57′25″ с. ш. 63°09′35″ в. д. |     |
| 1136           | Могильник «Церковь Богоявления»       |             | эпоха бронзы   | улица Парковая, 55 52°57′21″ с. ш. 63°06′27″ в. д.                    |     |